# Cyangugu
Cyangugu (prononcé [t͡ʃjaŋɡuɡu]) est une ville située au sud-ouest du Rwanda, à la pointe sud du lac Kivu, à la frontière avec la ville de Bukavu en République démocratique du Congo.
Avant la réforme administrative de 2006, Cyangugu était aussi la capitale d'une province (préfecture jusqu'en 2002) à laquelle elle donnait son nom (aujourd'hui intégrée avec la plus grande partie de l'ancienne province de Gisenyi et la province de Kibuye dans la province de l'Ouest).

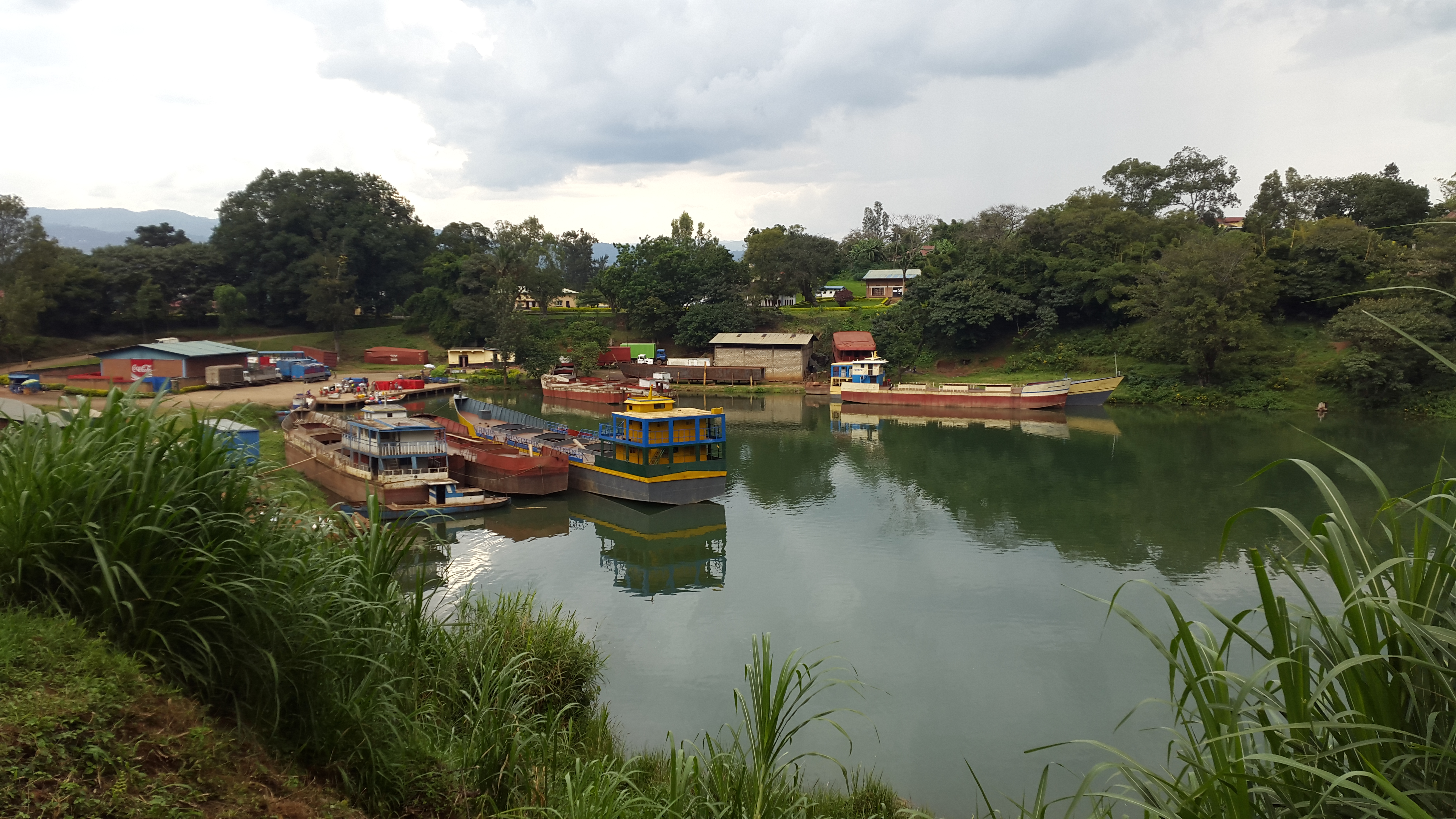
Chantier naval à Cyangugu, Rwanda

## Personnalités liées
- Kigeli V (1936-2016), dernier roi (mwami) du Rwanda (1959-1961), né à Kamembe, près de Cyangugu.

## Religion
- Diocèse de Cyangugu
- Liste des évêques de Cyangugu